# ヴォルトゥルノ川
ヴォルトゥルノ川（ヴォルトゥルノがわ、イタリア語: Volturno）は、イタリアの南部を流れ、ティレニア海に注ぐ川。
アペニン山脈に源を発し、カンパニア地方北部を潤す川で、河畔にはカプアなどの都市がある。ナポリの北方に位置するこの川の下流域は、古来幾度か戦場となった。

## 名称
ラテン語ではヴォルトゥルヌス川（Volturnus）と呼んだ。この名は、英語の roll に相当する volvere から来ている。

## 地理

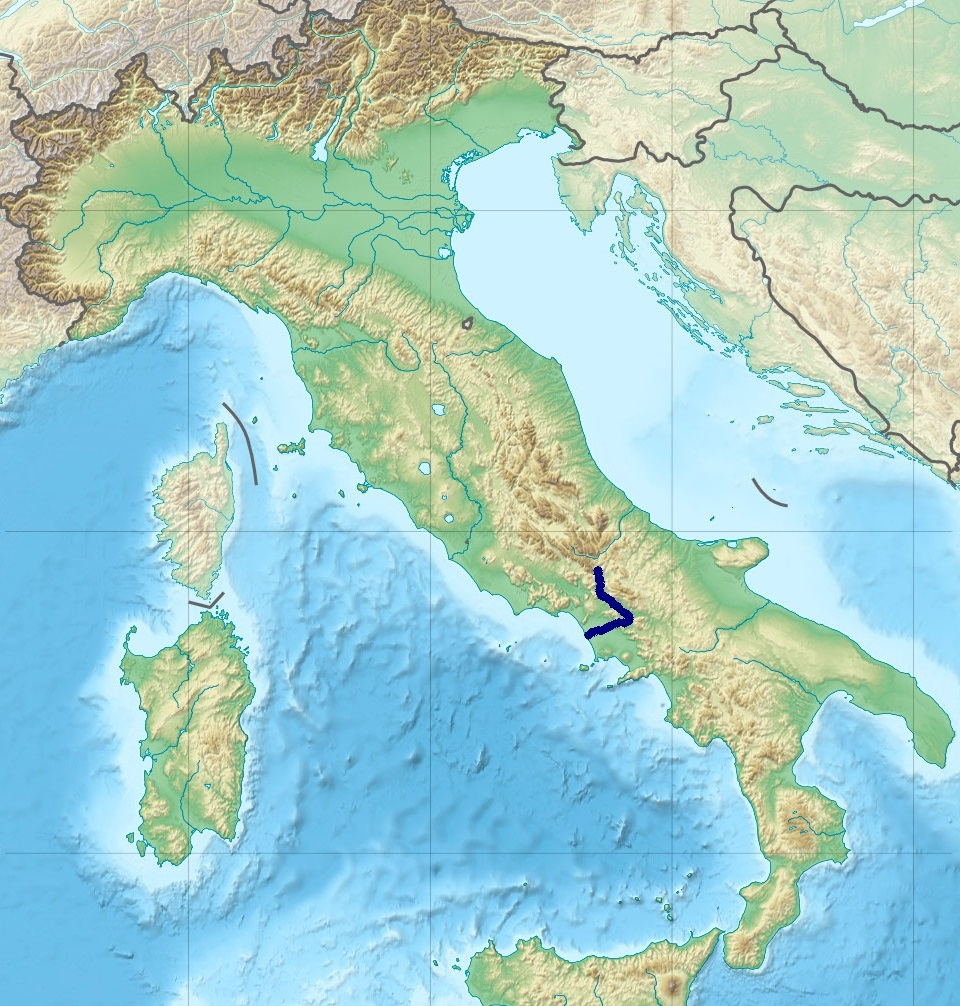
流路

この川の水源は、中央アペニン山脈の山中、カステル・サン・ヴィンチェンツォ（モリーゼ州イゼルニア県）に位置する。水源から南方向に流れた川は、ヴェナフロの南東方で流路を南東へ変えてカゼルタ県（カンパニア州）に入り、カイアッツォの東方でカローレ・イルピノ川 と合流し、流路を西方向に大きく転回（この付近では、左岸がベネヴェント県となり、川が県境となっている）。以後、ヴォルトゥルノ川はカプアを経て、カステル・ヴォルトゥルノ（ナポリの北西約35km）でティレニア海に注ぐ。川の長さは175kmである
河口左岸にはオオフラミンゴ、コオバシギ、メジロガモなどが生息するオアシ・ディ・カステルヴォルトゥルノがあり、2003年にラムサール条約登録地となった。

## 歴史
この川は軍事的な重要性とともに関心を集めてきた。紀元前194年には、ローマ人によって河口南岸に植民市ヴォルトゥルヌム（Volturnum。現在のカステル・ヴォルトゥルノ）が築かれた（現在は数km内陸になっている）。シヌエッサ（Sinuessa、現在のモンドラゴーネ）とプテオリ（ポッツオーリ）を結ぶドミティアナ街道はヴォルトゥルヌムで河川を越えた。
ゴート戦争中の554年、東ローマ帝国の将軍ナルセスは、ヴォルトゥルヌスの戦いでフランク人とアラマンニ人とを打ち破った。
1860年、ジュゼッペ・ガリバルディ率いる義勇兵「千人隊」は南イタリアに進攻。両シチリア王フランチェスコ2世はナポリを脱出してガエータ（ラツィオ州ラティーナ県）に移るとともに、サンタ・マリーア・カープア・ヴェーテレを中心としてヴォルトゥルノ川南岸に防衛陣を敷いた。10月1日から翌2日のヴォルトゥルヌスの戦いにおいて、サルデーニャ王国兵やガリバルディたちは両シチリア王国軍を破り、カプアの攻略を導いた。
ヴォルトゥルノ川の名はまた、第二次世界大戦時にドイツが敷いた防衛ライン「ヴォルトゥルノ線」でも知られる。